# Грімія волосколиста
Грімія волосколиста (Grimmia trichophylla) — вид мохів порядку гріміальних (Grimmiales).

## Поширення
Батьківщиною є Європа, Африка, Північна Америка, Південна Америка, Азія, Австралія, Нова Зеландія.
Населяє суху кислу породу; на висотах 200–2000 м.

## Характеристика
Рослини в щільних або пухких клаптях, від жовтувато-зеленого до темно-зеленого забарвлення. Стебла 2–4 см. Листки нещільно притиснуті, злегка скручені коли сухі, прямвисні коли вологі, від ланцетних до довгасто-ланцетних, звужуються до гострої верхівки, 2–3.5 × 0.3–0.4 мм, зазвичай гостро кілеві, краї загнуті з одного або обох боків, остюки мінливі, від коротких до довгих, від гладких до зубчастих. Вид дводомний. Коробочкові ніжки дугасті, 2–4 мм. Коробочка іноді присутня, довгасто-яйцювата, жовтувато-зеленого чи солом'яного забарвлення, смугаста коли висихає.